# Uncharted 4: A Thief's End
Uncharted 4: A Thief's End — пригодницька відеогра з видом від третьої особи, розроблена студією Naughty Dog і видана Sony Computer Entertainment ексклюзивно для гральної консолі PlayStation 4. Є продовженням гри Uncharted 3: Drake's Deception і завершальною частиною пригод Нейтана Дрейка.
Гра була анонсована 14 листопада 2013 року і спочатку над нею працювала команда розробників Uncharted 3: Drake's Deception на чолі з Емі Генніг, проте навесні 2014 року її замінили автори минулого хіта студії, The Last of Us. Uncharted 4: A Thief's End став першим проєктом Naughty Dog, який розроблявся безпосередньо для консолі восьмого покоління. Нові можливості ігрової приставки дозволили студії значно поліпшити графіку й анімацію персонажів, а також внести істотні зміни в ігровий процес. Реліз гри відбувся 10 травня 2016 року.
У четвертій частині, головні герої полюють за скарбами пірата Генрі Еврі, які він здобув при захопленні корабля «Ґандж-і-Савай». Пошуки скарбів приводять їх в Ліберталію — міфічну піратську колонію. У сюжеті приділено велику увагу особистим взаєминам героїв, а також в грі присутні флешбеки, що розповідають про минуле Нейтана Дрейка.